# Bistrica (Lazarevac)
Pour les articles homonymes, voir Bistrica.
Bistrica (en serbe cyrillique : Бистрица) est un village de Serbie situé dans la municipalité de Lazarevac et sur le territoire de la Ville de Belgrade. Au recensement de 2011, il comptait 441 habitants.

## Géographie

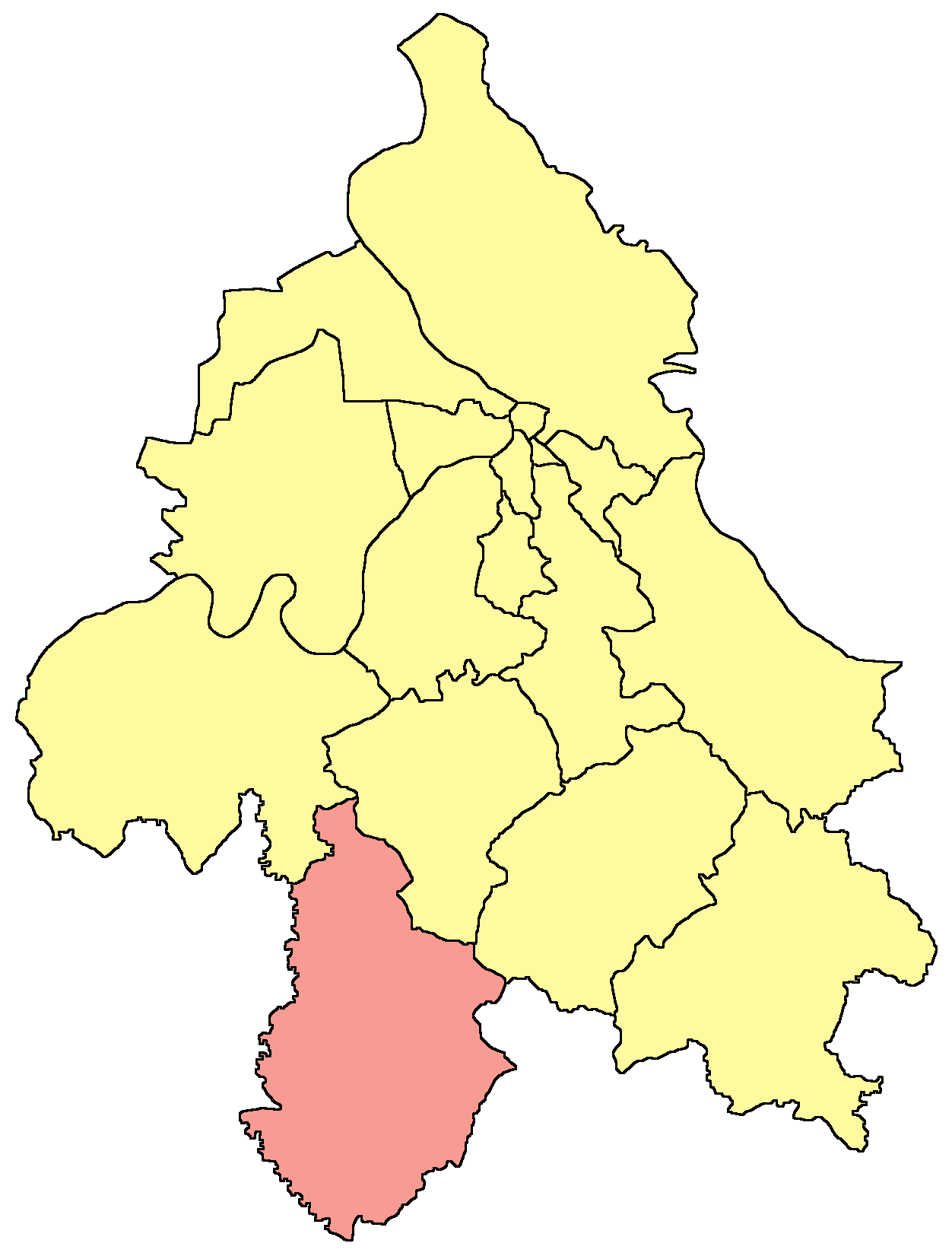
Localisation de la municipalité de Lazarevac dans la Ville de Belgrade

## Démographie
| 1948 | 1953 | 1961 | 1971 | 1981 | 1991 | 2002 | 2011 |
| ---- | ---- | ---- | ---- | ---- | ---- | ---- | ---- |
| 639  | 683  | 645  | 619  | 560  | 530  | 497  | 441  |

|  |

### Données de 2002
Pyramide des âges (2002)
En 2002, l'âge moyen de la population était de 40 ans pour les hommes et 42,7 ans pour les femmes.
Répartition de la population par nationalités (2002)
En 2002, les Serbes représentaient 99,79 % de la population.

### Données de 2011
En 2011, l'âge moyen de la population était de 41 ans, 40 ans pour les hommes et 42,1 ans pour les femmes.

## Éducation
L'école élémentaire Milorad Labudović de Baroševac gère une annexe à Bistrica.